# 西貝塚環境センター
西貝塚環境センター（にしかいづかかんきょうセンター）は、埼玉県上尾市大字西貝塚にある清掃工場である。

## 概要
上尾市内のゴミ処理を目的として建設された。建設費は約177億円。焼却能力は300トン／日（100トン・24時間×3炉）となっている。
現在の施設は荒川の高規格堤防（スーパー堤防）事業によってかさ上げされた場所に建設された。
ゴミ処理の余熱利用施設として上尾市健康プラザわくわくランドが整備されている。
なお上尾市は、隣接する伊奈町とのゴミ処理広域化を予定している。

## 沿革
- 1977年（昭和52年）3月 - 造成工事に着手する[2]。
- 1980年（昭和55年）10月6日 - 西貝塚環境センターが落成[3]。
- 1986年（昭和61年）10月 - センター内に廃プラスチック類減容化施設を増設し稼働開始[2]。
- 1994年（平成6年） - 建て替え工事に着手する。
- 1998年（平成10年）1月22日 - （新）西貝塚環境センターが完成[3]。
- 2017年（平成29年） - 西貝塚環境センターのペットボトル結束機運転管理業務の一般競争入札に絡み、現職の島村穣市長、上尾市議会議長のツートップが汚職事件で逮捕された（詳細および出典は上尾市#歴史を参照。）。